# غريندافيك
غريندافيك؛ هي مدينة صيد في منطقة شبه الجزيرة الجنوبية في آيسلندا ، وهي تويا (نوع من البراكين ذات القمة المسطحة والجوانب شديدة الانحدار).
وهي واحدة من المدن القليلة التي تمتلك ميناء على الساحل، معظم السكان يعملون في صناعة صيد الأسماك، تقع البحيرة الزرقاء، وهي أهم مناطق الجذب السياحي في غريندافيك، على بعد 5 كيلومتر (3 ميل) من مركز المدينة.
في نوفمبر 2023، وفي خضم النشاط الزلزالي المتصاعد والشديد، تم إعلان حالة الطوارئ وإخلاء المدينة. في 18 ديسمبر 2023 حوالي الساعة 22:00 بالتوقيت المحلي ( توقيت جرينتش )، ثار بركان سوندهانوكور، وكان الثوران قريبًا من هاجافيل، على بعد حوالي 3 كيلومتر (2 ميل) من هناك شمال شرق غريندافيك. كما شكلت خطر على محطة الطاقة سفارتسينجي، نافورات الحمم البركانية يصل ارتفاعها إلى 100 متر (330 قدم) ويبلغ ارتفاع البركان 1000، ويمكن رؤيته من عاصمة آيسلندا ريكيافيك. وقالت السلطات إنها كانت مستعدة للغاية. ثار البركان مرة أخرى في 8 فبراير/شباط للمرة الثالثة منذ ديسمبر/كانون الأول، وهذه المرة على حافة المدينة، ودمر تدفق الحمم البركانية بعض المباني والبنية التحتية. ظل سكان غريندافيك في حالة إجلاء. وفي 20 فبراير سُمح للسكان بالعودة إلى منازلهم، ولكن في 2 مارس تم إخلاء جريندافيك مرة أخرى بسبب نشاط زلزالي جديد،  في السادس عشر من مارس/آذار، بدأ ثوران بركاني رابع بالقرب من موقع الثوران الأول، الذي انتهى في الثامن من مايو/أيار، وبدأ ثوران بركاني خامس على شكل شق في التاسع والعشرين من مايو/أيار، لكن النشاط البركاني سرعان ما تركز في مبنى رئيسي في صف فوهات، بالقرب من الحافة الشمالية لمدينة غريندافيك. انتهى هذا الثوران في 22 يونيو.

## تاريخها

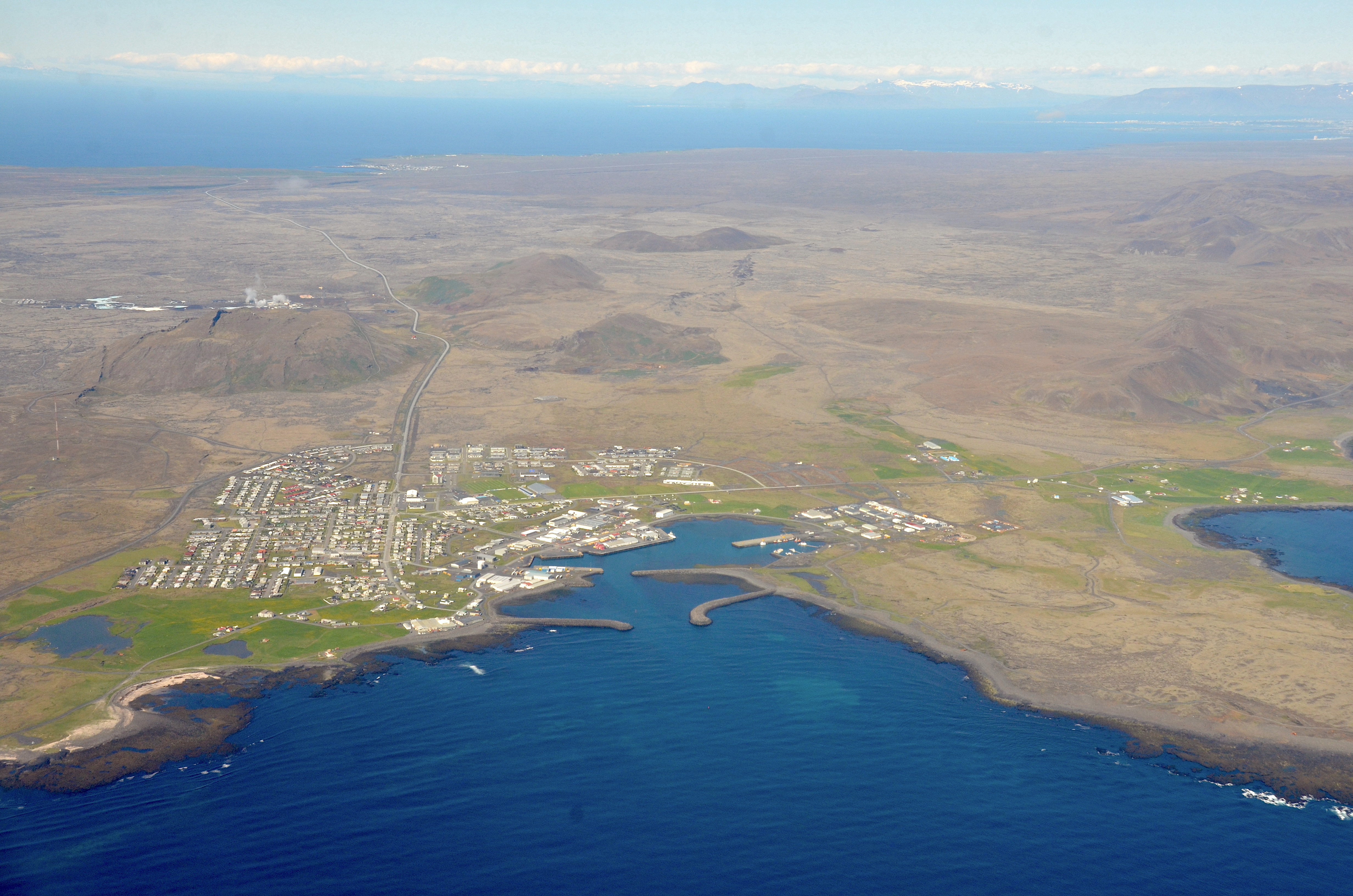
غريندافيك من الجو في عام 2022

كانت المدينة محطة صيد مهمة منذ العصور الوسطى، في القرن الثالث عشر كانت حقوق الصيد مملوكة لأسقف سكالهولت، الذي كان يأخذ المقابل في شكل أكوام من سمك القد المملح. كانت مسرحًا للنزاعات العنيفة بين الصيادين الإنجليز والتجار الألمان في القرن السادس عشر، مما أدى إلى اقتحام 280 ألمانيًا لسفينة جون بريي (المعروف أيضًا باسم جون الواسع) في عام 1532 قتل 15 شخصًا، بما في ذلك جون، وتم طرد الإنجليز بعد ذلك من آيسلندا.
في يونيو 1627 تعرضت غريندافيك لغارة من قبل قراصنة بربريين في حدث يُعرف باسم الجهاد البحري. تم أسر اثني عشر آيسلنديا وثلاثة دنماركيين، بالإضافة إلى سفينتين، ونقل الأسرى من مستوطنات آيسلندية أخرى إلى العبودية في سلا.
يعود تاريخ إنشاء البلدية إلى قرار إينار إينارسون بالانتقال إلى هناك لبناء وإدارة متجر في عام 1897، في ذلك الوقت كان عدد السكان حوالي 360 نسمة فقط. ولقد كان الصيد على مدى قرون عنصرًا حاسمًا في بقاء سكان غريندافيك، لكن رحلات الصيد كانت غالبًا ما تكون خطيرة، وكان الرجال يفقدون أنفسهم في البحر في كثير من الأحيان، ولم تكن الصيد مستقرة دائمًا. ومع ذلك، عندما تم إنشاء نقطة وصول أكثر أمانًا إلى الأرض في هوبيد في عام 1939، تغيرت ظروف الصيد بشكل كبير. منذ عام 1950 بدأ التطور الجاد في صناعة صيد الأسماك. أُعلنت غريندافيك كبلدية في عام 1974.

### الأصل اللغوي
يجمع اسم "غريندافيك" بين عنصرين آيسلنديين. تعني كلمة فيك مدخلًا ضحلًا، بينما تعني كلمة غريند بوابة أو مدخل - ربما يشير إلى فتحة في السياج تستخدم للتحكم في حركة الماشية. يذكر كتاب المستوطنات غريندافيك مرتين لكنه لا يقدم أي تفسير للاسم، يمكن أن تشير كلمة "غريند" أيضًا إلى رصيف حيث يتم تخزين القوارب (في البحر أو على الأرض) بالإضافة إلى الحوت الطيار طويل الزعانف، وفي اللغة القديمة أي حوت صغير، مما يشير إلى أن المستوطنين ربما وجدوا حيتانًا في المنطقة.

## الجغرافيا والجيولوجيا
تقع غريندافيك في أقصى الجزء الجنوبي الغربي من شبه جزيرة ريكيانيس. تقع المدينة على حقل من الحمم البركانية التي ثارت منذ حوالي 2350 عامًا من سلسلة فوهات سوندهانوكور شمال غريندافيك مباشرةً، وكذلك من براكين جبل سفارتسينجي والشقوق في ستورا سكوجفيل، وكلاهما قريب،  المدينة هي واحدة من ستة مجتمعات في شبه الجزيرة التي تقع على شق ثوراني أو بالقرب منه.
تم إنشاء ميناء غريندافيك المسمى هوبيد نتيجة ثوران بركاني من سوندهانوكور منذ حوالي 2800 عام، مما أدى إلى إنشاء شبه جزيرة جنوب شرق المكان الذي تقع فيه المدينة، يبلغ طولها 2 كـم (1.2 ميل) وعرضها 1 كـم (0.62 ميل) تقريبًا، وتعرف باسم هوبسنيس على الجانب الغربي وثوركوتلوستادانس على الجانب الشرقي، وعلى الطرف الجنوبي توجد منارة تم بناؤها في عام 1928، وكانت صناعة صيد الأسماك في المدينة تعمل في الأصل من أكواخ على ثوركوتلوستادانس قبل أن تنتقل إلى ميناء غريندافيك في عام 1939 بعد أن حفر السكان المحليون قناة عبر الشعاب المرجانية لربط هوبيد بالبحر.

### ثورات بركانية 2023–24
في 25 أكتوبر 2023، بدأت موجة من الزلازل شمال غريندافيك  وتصاعدت على مدى الأيام القليلة التالية، وتم إعلان حالة الطوارئ في 10 نوفمبر 2023 حيث أشارت الزلازل المستمرة والتي بلغ عددها آنذاك أكثر من 22000 منذ 25 أكتوبر إلى ثوران بركاني وشيك محتمل. أُمر السكان بالإخلاء في مساء يوم 10 نوفمبر 2023،  بعد الاشتباه في تشكل تسرب صخري تحت المدينة. وقد حدث هذا بعد أسابيع من الارتفاع المسجل والاضطرابات الزلزالية شمال المدينة، بالقرب من البحيرة الزرقاء . في الفترة ما بين منتصف الليل والساعة الثانية ظهرًا يوم 10 نوفمبر 2023، تم تسجيل ما يقرب من 800 زلزال، حيث حدث أضحلها على أعماق تتراوح من 3 إلى 3.5 كيلومتر (حوالي 1.86 إلى 2.18 ميل)، وفقًا لما ذكره المكتب الأرصاد الجوية الأيسلندي.
أصدرت وكالة الحماية المدنية الأيسلندية بيانات تعرب فيها عن مخاوفها من أن يمتد سد الصهارة قيد التشكل باتجاه غريندافيك، حيث أظهرت الصور الصحفية من جريندافيك في 11 نوفمبر مدى الضرر الذي لحق بالطرق وملعب الجولف بسبب حركات الصدع الناجمة عن النشاط. في 18 ديسمبر أدى ثوران بركاني شمال غريندافيك بالقرب من هاجافيل  إلى إخلاء المدينة.
في صباح يوم 14 يناير 2024، عند الساعة 8:00 بالتوقيت المحلي، انفجر شق بركاني على بعد 450 مترًا (حوالي 0.27 ميلًا) من المدينة، أعقبه شق ثانٍ انفتح حوالي الظهر. تدفقت الحمم البركانية من الانفجارات إلى المدينة، مما أدى إلى خرق الحواجز الدفاعية وتدمير ثلاثة منازل. لم يتعرض المدنيون للخطر بسبب النشاط البركاني حيث تم إجلاؤهم بالفعل بين عشية وضحاها بسبب سلسلة من الزلازل.
في 9 فبراير 2024، نشرت الحكومة الأيسلندية مشروع قانون لعرض شراء العقارات السكنية المملوكة للأفراد في غريندافيك، وتولي قروض الإسكان على العقارات السكنية في المدينة.

## أنشطة
على مسافة قصيرة إلى الشمال، توجد البحيرة الزرقاء ( (بالآيسلندية: Bláa Lónið) )، وهو منتجع صحي حراري يستخدم المياه الساخنة والمعادن من محطة الطاقة سفارتسينجي القريبة.
يمتد جسر ليف المحظوظ عبر وادي الصدع ألفاجا التي تمثل حدود الصفائح التكتونية القارية الأوراسية والأمريكية الشمالية. تم بناؤه في عام 2002 وتم تسميته تكريما للمستكشف الأيسلندي ليف إريكسون، الذي سافر من أوروبا لاستكشاف أمريكا الشمالية قبل 500 عام من كولومبوس.
افتتح متحف الأسماك المالحة الأيسلندي في غريندافيك في عام 2002. يعرض قصة إنتاج الأسماك المالحة وأهميتها للاقتصاد الأيسلندي على مر القرون في مبنى مصمم خصيصًا بمساحة 650 متر مربع (7,000 قدم2) .

### الرياضة
لدى جريندافيك فريق كرة قدم وفريق كرة سلة .

## السكان البارزين
وُلِد الكاتب الأيسلندي جودبيرجور بيرجسون في غريندافيك، كما تعيش كالي بيارني ، الفائزة الأولى بالنسخة الأيسلندية من برنامج Pop Idol ، في المدينة. الناشر والكاتب الإسباني خايمي ساليناس بونماتي، مخطوبة لجودبيرجور بيرجسون، عاشت وماتت ودُفنت هنا. ولد لاعب كرة القدم الأيسلندي ألفري فينبوجاسون أيضًا في غريندافيك.
أمضى لاعب مانشستر يونايتد السابق، لي شارب ، فترة مع نادي غريندافيك لكرة القدم، في نهاية مسيرته في عام 2003.

## منشأة الاتصالات البحرية للولايات المتحدة
بالقرب من غريندافيك، تدير البحرية الأمريكية منشأة إرسال الراديو البحرية جريندافيك التي تبلغ مساحتها 1049 فدانًا منذ منتصف سبعينيات القرن العشرين. ويستخدم العديد من الهوائيات، بما في ذلك ساريتين مدعمتين. وبُني الصاري الواقع عند 63°51′1″N 22°28′0″W في عام 1993 ويبلغ طوله 304.8 متر (1,000 قدم) طويل القامة. تم بناء الصاري الآخر عند 63°51′3″N 22°27′6″W في عام 1983 ويبلغ طوله 182.9 متر (600 قدم) طويل القامة. تم استبدال الصاري الأطول بصاري 243.8 متر (800 قدم) الصاري، والثاني حل محل الصاري من نفس الارتفاع.

## روابط خارجية
- الموقع الرسمي (بالآيسلندية)
- خريطة الدفاع المدني غريندافيك 2024
- مزيد من المعلومات والصور عن Grindavík على Hit Iceland